# Twarze depresji. Nie oceniam. Akceptuję.
Twarze depresji. Nie oceniam. Akceptuję. – kampania społeczna poświęcona tematowi zdrowia psychicznego, prowadzona od 2015 w Polsce. Organizowana jest przez Fundację Twarze Depresji wraz z partnerami, wśród których znalazły się m.in. Stowarzyszenie Aktywnie Przeciwko Depresji i Fundacja ITAKA – Centrum Poszukiwań Ludzi Zaginionych.
Celem kampanii jest destygmatyzacja oraz promocja profilaktyki i leczenia problemów zdrowia psychicznego. W 2024 odbyła się 19. edycji kampanii, w którą zaangażowali się m.in. Marcin Bosak, Anna Wyszkoni, Artur Barciś czy Doda.
W ramach 19. edycji kampanii powstał mural poświęcony zdrowiu psychicznemu, namalowany przez Wojciecha Brewkę.
Od 2022 w ramach Kampanii organizowany jest również doroczny „Charytatywny bieg z Twarzami Depresji”.